# Solomons Tankels
Solomons Tankels (auch Salaman Tankel und Solomon Iohelevitch Tankel; * 19. Januarjul. / 1. Februar 1912greg. in Riga; † 7. August 1999 in Israel) war ein lettischer Fußballspieler und Chemieingenieur.

## Karriere und Leben
Solomons Tankels wurde im Jahr 1912 in Riga in die Familie des Kleinbürgers Jochel Tankels und seiner Frau Reiza (geb. Litmann) geboren. Von 1925 bis 1929 besuchte er das Privatgymnasium Rauchvarger in Riga, das er nach dem Realgymnasium abschloss. 1929 trat er in die Fakultät für Chemie der Universität Lettlands ein und erlangte 1934 einen Abschluss als Chemieingenieur. Er war verheiratet mit Sorel (geb. Rabinowitsch).
Tankels spielte in seiner Fußballkarriere auf der Position des Mittelfeldspielers. Ab 1929 war Tankels die folgenden elf Jahre in seiner Heimatstadt für Hakoah Riga aktiv. Mit Hakoah stieg Tankels 1932 in die Virslīga, der höchsten lettischen Spielklasse auf. Er galt Mitte der 1930er Jahre als einer der besten Hakoah-Mittelfeldspieler.
Im Zweiten Weltkrieg kämpfte Tankels als Soldat verschiedener Schützendivisionen in der sowjetischen Roten Armee. Von 1944 bis 1979 arbeitete er als Lehrer für Chemie und Physiologie an einem Institut für Körperkultur, bevor er nach Israel auswanderte, wo er den Rest seines Lebens verbrachte.

## Weblink
- Lebenslauf bei kazhe.lv (lettisch)